# Rhinolophus rhodesiae
Rhinolophus rhodesiae — вид рукокрилих ссавців з родини підковикових.
Таксон запропоновано згрупувати з Rhinolophus simulator.

## Таксономічна примітка
Попри те, що деякі послідовності мтДНК і ДНК ідентичні послідовностям у Rhinolophus simulator (поширене явище у кажанів через історичну інтрогресію), цей конкретний кажан був визнаний окремим видом на основі морфологічних фенотипових ознак і акустики. Його видова назва, rhodesiae, на латині означає «з Родезії».

## Середовище проживання
Мешкає в Мозамбіку та інших частинах Південної Африки.